# Verdon (fiume)
Il Verdon è un fiume della Francia che scorre nei dipartimenti delle Alpi dell'Alta Provenza, del Varo e delle Bocche del Rodano.
Nasce nei pressi del colle d'Allos nelle Alpi Marittime e si getta nella Durance, nei pressi di Vinon-sur-Verdon, dopo aver percorso circa 175 chilometri. La parte più interessante del suo corso si trova tra Castellane e il ponte del Galetas, in corrispondenza del lago artificiale di Sainte-Croix. Inoltre le Gole del Verdon sono un luogo di particolare attrattiva turistica.
La colorazione verde del fiume è dovuta al fluoro ed alle micro-alghe che contiene: è probabile che il suo nome derivi dal provenzale "verdon" (verde, verde chiaro). Tuttavia, il lago di Sainte-Croix presenta una colorazione turchese dovuta al fondo argilloso.

## Principali località bagnate
Il Verdon scorre essenzialmente nel dipartimento delle Alpes-de-Haute-Provence, tuttavia in alcuni tratti funge da confine tra quest'ultimo e quello del Varo, nel quale percorre quasi tutti i suoi ultimi chilometri, ma la confluenza con la Durance si trova nel dipartimento delle Bocche del Rodano, vicino a Cadarache.
Esso attraversa 32 comuni, i più importanti dei quali sono:
Allos, Colmars-les-Alpes, Saint-André-les-Alpes, Castellane, Les Salles-sur-Verdon et Sainte-Croix-du-Verdon attraverso il lago di Sainte-Croix, Quinson, Esparron-de-Verdon, Gréoux-les-Bains, Vinon-sur-Verdon e nelle immediate vicinanze: Moustiers-Sainte-Marie.

## Principali affluenti
(da monte verso valle)
- la Lance, sinistra orografica
- l'Issole (destra orografica, a Saint-André-les-Alpes)
- le Jabron (sinistra orografica)
- le Bau o Baou (destra orografica,all'ingresso del Grand canyon)
- l'Artuby (sinistra orografica, alla Mescla)
- le Colostre (destra orografica, poco dopo Gréoux-les-Bains)

## Immagini del Verdon

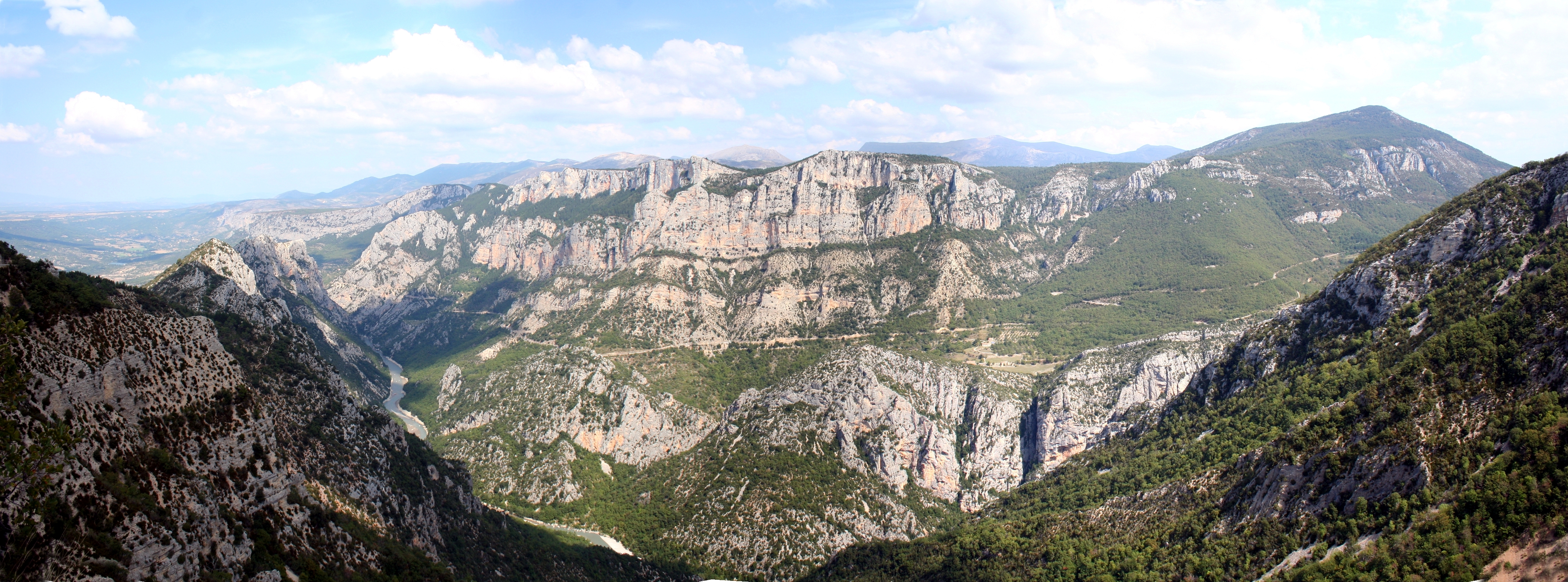
Gran Canyon del Verdon
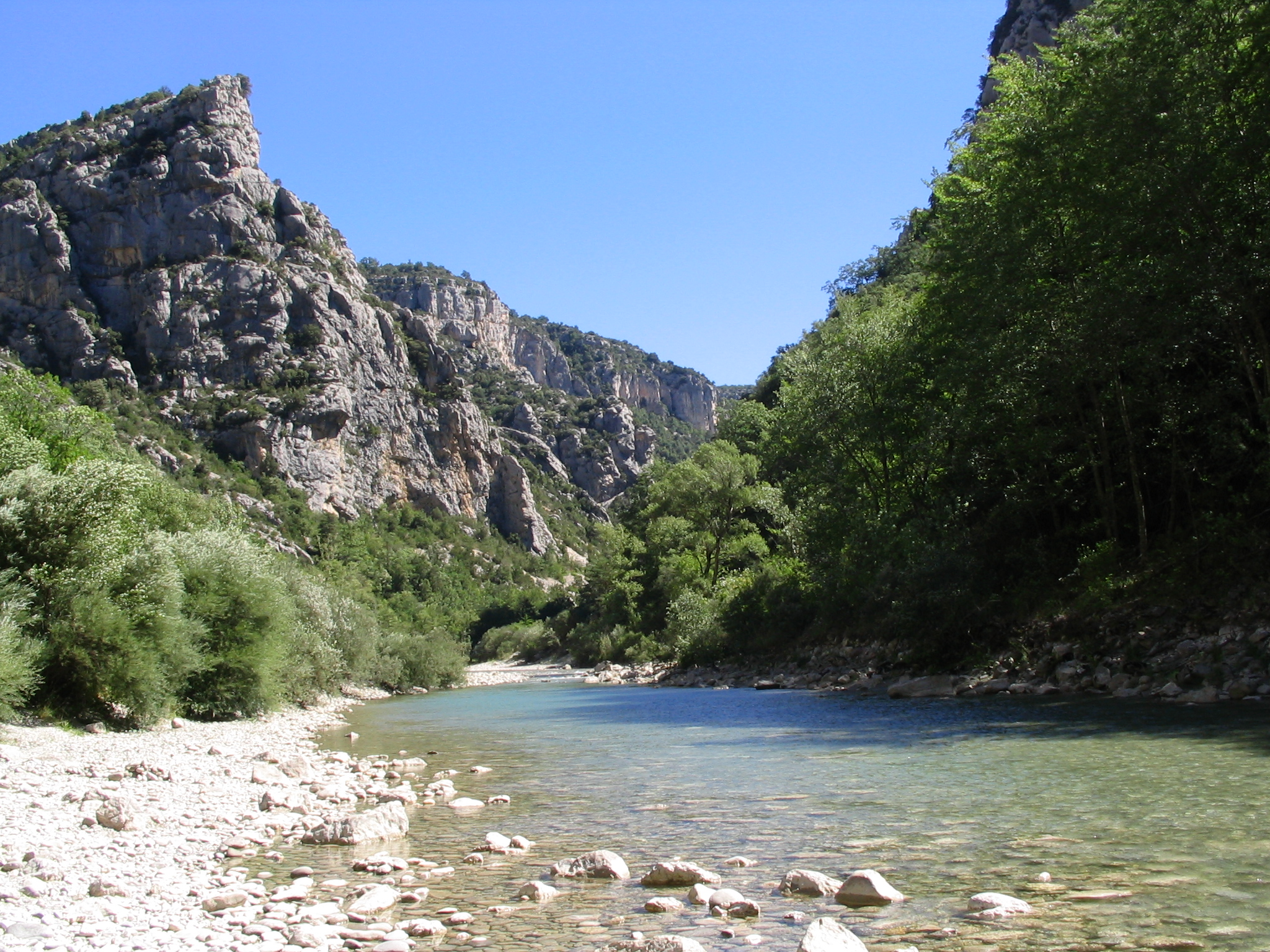
Il Verdon nelle sue gole
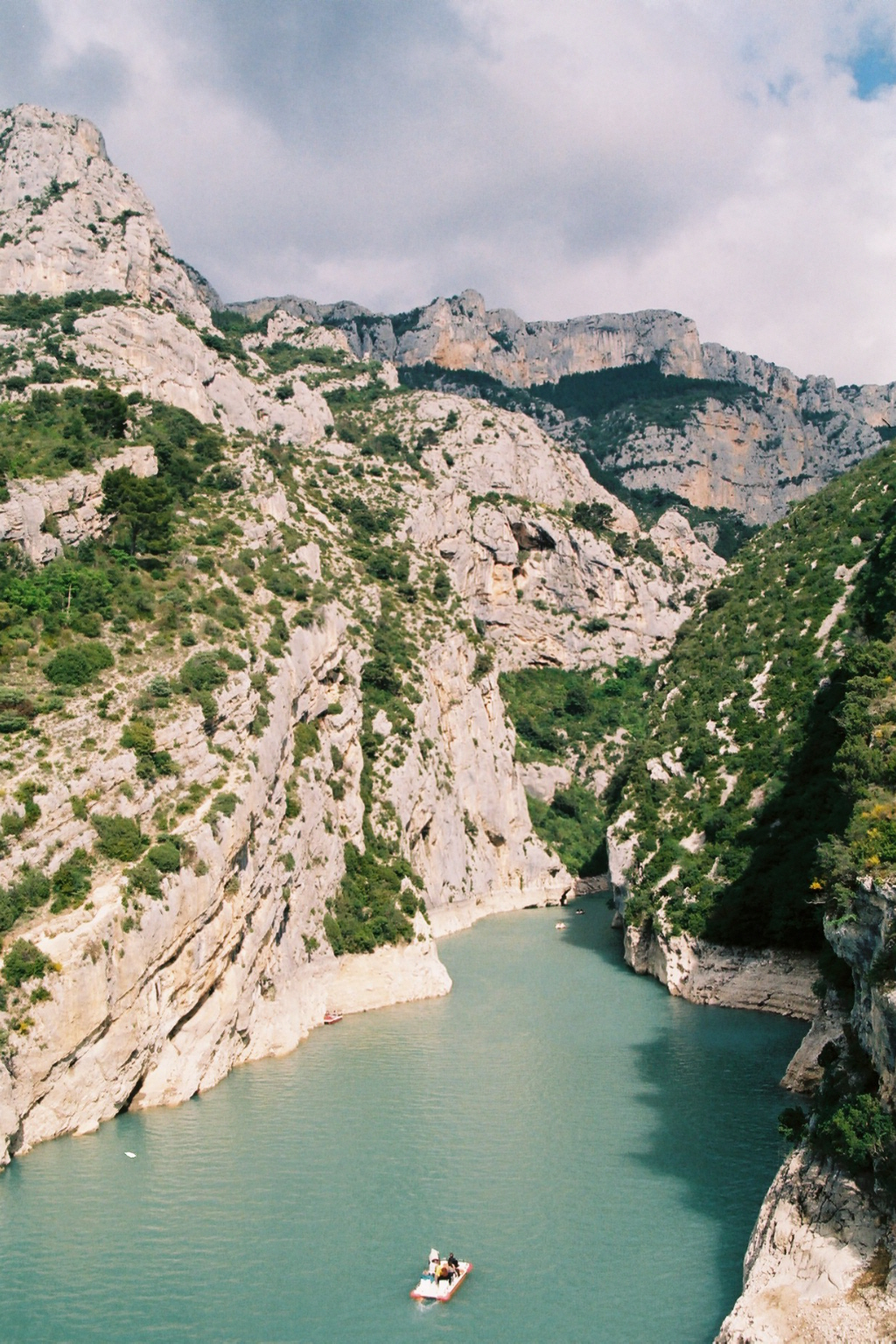
Il lago di Sainte-Croix sul Verdon
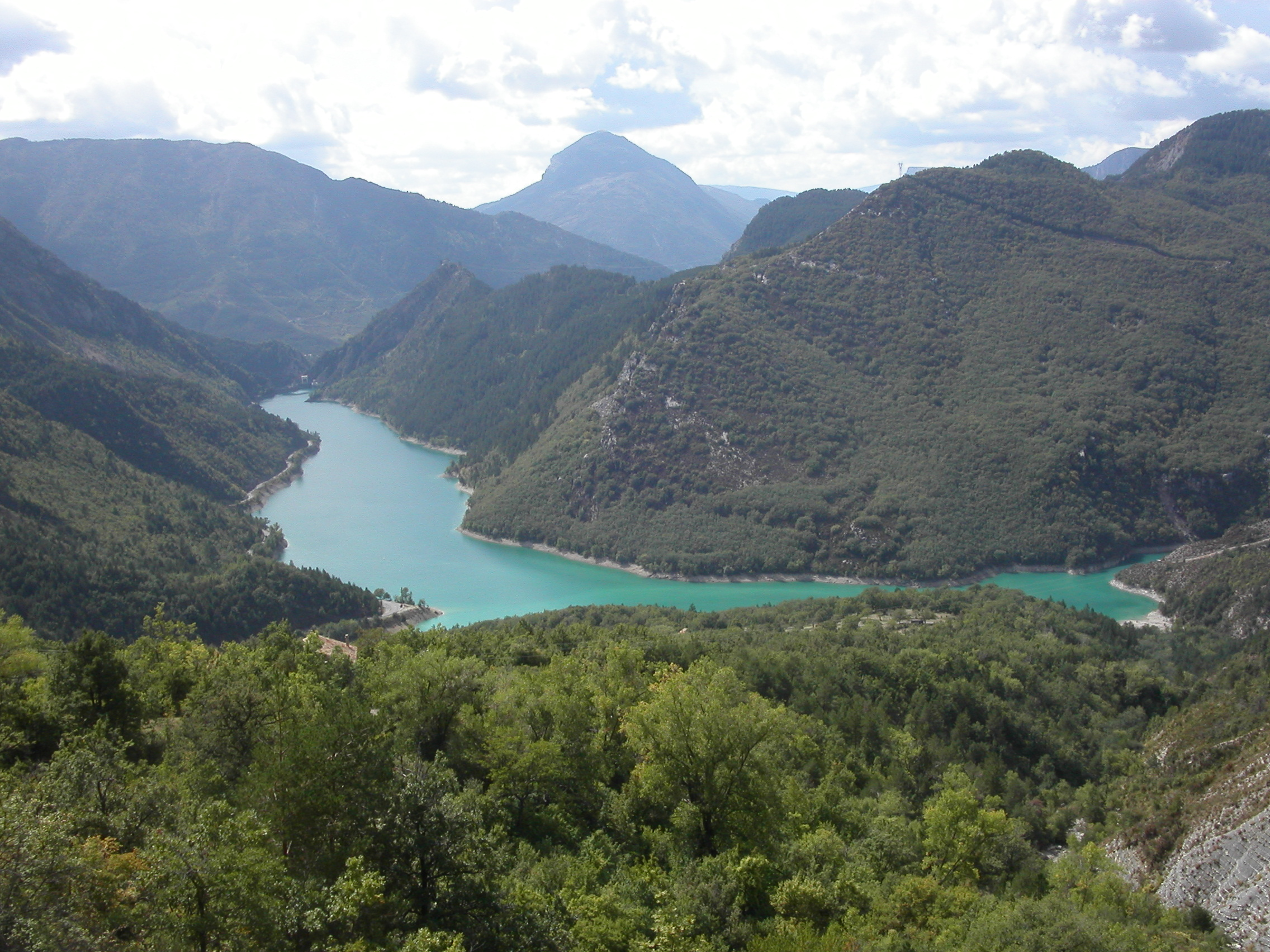
Il lago di Chaudanne